# Patti (Punjab)
Patti è una città dell'India di 34.432 abitanti, situata nel distretto di Tarn Taran, nello stato federato del Punjab. In base al numero di abitanti la città rientra nella classe III (da 20.000 a 49.999 persone).

## Geografia fisica
La città è situata a 31° 16' 51 N e 74° 51' 26 E e ha un'altitudine di 208 m s.l.m..

## Società

### Evoluzione demografica
Al censimento del 2001 la popolazione di Patti assommava a 34.432 persone, delle quali 18.309 maschi e 16.123 femmine. I bambini di età inferiore o uguale ai sei anni assommavano a 4.254, dei quali 2.433 maschi e 1.821 femmine. Infine, coloro che erano in grado di saper almeno leggere e scrivere erano 22.484, dei quali 12.768 maschi e 9.716 femmine.